# Rohrstutzen
Der Rohrstutzen ist ein kurzes Stück Rohr an z. B.  Behältern, Tanks oder an Rohrleitungen. Rohrstutzen können auch mit Flanschanschluss versehen werden.
Die Schwächung der Behälterwand infolge des Ausschnitts kann der Rohrstutzen durch eine größere Wandstärke wieder ausgleichen. An den vorhandenen Rohrstutzen können dann bauseits durch Schweißen oder durch eine Flanschverbindung die Rohrleitungen oder ein Ausrüstungsteil angeschlossen werden.